# Родопска нимфа
Родопска нимфа (Coenonympha rhodopensis) је дневни лептир из породице шаренаца (Nymphalidae).

## Опис
Бела шара са доње стране задњег крила је удаљена од руба крила, док су црна окца варијабилне величине, али увек са неупадљивим белим тачкицама у средини. Та окца су понекад сасвим одсутна.

## Распрострањење
Његов ареал обухвата Италију, Румунију, Бугарску, Албанију, северну Грчку, Србију, Црну Гору, Северну Македонију, Босну и Херцеговину и Хрватску.